# Jesús Salva (álbum de Marcos Witt)
Jesús Salva es el nombre que recibió el vigésimo primer álbum en vivo del cantautor estadounidense Marcos Witt, después de 6 años de la producción 25 Concierto Conmemorativo, lanzada en 2011. Producido por la compañía discográfica CanZion Producciones, Coalo Zamorano, Pauly García, Sergio González y el propio Witt sirvieron de productores del disco, fungiendo el primero como productor principal.
El álbum fue grabado en el concierto que cerró el Congreso Adoradores 2017, mismo que se efectuó el 4 de marzo de ese año en la Arena Monterrey, la cual se encuentra en la ciudad del mismo nombre, en Nuevo León, México.
La producción contó con participaciones de otros artistas cristianos destacados de la industria como Evan Craft, Harold y Elena, Un Corazón, Kelly Spyker, Josué del Cid y Coalo Zamorano.
Los sencillos que se lanzaron para promocionar el álbum fueron: «Jesús» (publicado el 17 de julio de 2017), «Tu Nombre es Cristo» (liberado el 7 de agosto de 2017),  «Abre Hoy Los Cielos» (lanzado el 4 de septiembre de 2017) y «Jesús Salva» (publicado el 17 de octubre de 2017). Finalmente, el álbum se lanzó el 20 de octubre del mismo año en formatos digitales, CD y DVD, pudiéndose adquirir en el sitio web de la disquera.

## Producción
En una entrevista publicada en la sección de noticias del sitio web de CanZion, Witt declaró que la producción fue «muy cercana a su corazón» y la comparó con otros discos de su autoría como Venció y Enciende Una Luz. Además, el productor Coalo Zamorano consideró que el propósito del álbum era «levantar el nombre de Jesús».
Asimismo, Marcos Witt consideró que uno de los propósitos del álbum cumplir era impulsar de nuevo la composición lírica en habla hispana, pues según el artista:

«[...] Llevamos ya una muy buena década y media de que volvimos a usar muchas traducciones... traducciones extraordinarias de canciones de Hillsong, de Planetshakers, de Jesus Culture...[...] Mi deseo es que al escuchar estas canciones y este álbum, América Latina diga: “¡Hey, vamos a volver a componer, a escuchar las canciones de nuestra generación, de nuestra lengua, de nuestra cultura”, ¿y por qué no? ¡Con la visión de que esas las traduzcan al inglés y las canten ellos!»
Marcos Witt

### Composición de las canciones
El primer tema del disco, «Jesús», fue compuesto por Eduardo Durney, antiguo colaborador de Marcos que incluso participó como guitarrista en producciones como Sobrenatural (2008). La musicalización estuvo a cargo del productor Coalo Zamorano. Asimismo, este último también participó como intérprete en «Tu Nombre Es Cristo» (escrita y musicalizada por Ángel López), «Hermoso» (compuesta por Andrés Peña) y «Regalo Celestial», que él compuso y musicalizó.
«Abre Hoy Los Cielos» fue compuesta por el exbajista del grupo Rojo, Emmanuel Espinosa, e interpretada en su totalidad por el invitado especial Evan Craft, con Witt y los demás artistas invitados en los coros. Mientras tanto, Kelly Spyker participó como solista junto a Marcos en la canción «Dios En Todo Tiempo», creada por Andrés Spyker. 
Josué del Cid compuso e interpretó «Toma Toda Mi Vida» y Harold y Elena cantaron «Lléname» —compuesta también por ellos—, mientras que la canción principal del álbum, «Jesús Salva» fue interpretada por Witt junto a Steven y Kim Richards, ambos de la banda Un Corazón. Dicho tema fue creado por Steven y Kim, quiénes comentaron respecto a él:

«Siempre hemos estado agradecidos con Dios por la canción "Jesús Salva". No sentimos que la compusimos sino que fue escrita a través de nosotros. Me recuerda algo que siempre estuvo ahí. [...] «Es muy satisfactorio escucharla interpretada por tantas voces tan talentosas, pero sobre todo, tantas voces uniéndose para cantar las dos palabras que nos dan esperanza: Jesús salva»

Por su parte, Kim declaró:

«Algo resuena en mi corazón cada vez que tengo el privilegio de cantar esta canción. Desde la primera línea hasta el verso final cuenta la historia de salvación. Nuestra historia... y al cantarla en comunidad se vuelve una declaración de fe y de esperanza para la iglesia. Poder dirigirla junto con gente admirable de alrededor de América Latina en el Congreso Adoradores fue una experiencia poderosa, inspiradora e inolvidable»
Kim Richards

### Grabación
El Congreso Adoradores 2017 inició el viernes 3 de marzo de ese año y culminó el sábado 4 de marzo con un concierto final, donde se presentaron Marcos Witt y los demás artistas invitados. En el evento mencionado se grabaron los tracks que se pueden escuchar en el álbum.

## Estilo musical
La música del álbum se caracteriza por un sonido más inclinado hacia lo techno, pues la instrumentación incluye sintetizadores, samplers y teclados electrónicos. Las guitarras por lo general utilizan un sonido muy limpio o una ligera distorsión u overdrive, combinado por lo general con delays de poca presencia y reverberación (sin embargo, en «Tu Nombre es Cristo», la guitarra rítmica utiliza una distorsión bastante fuerte, y la guitarra líder mantiene un rasgeo que genera un sonido funk). El bajo se limita a repetir líneas en los coros y seguir las notas de la canción, incluyendo arreglos de vez en cuando. El peso recae en los teclados, pues en ellos está el mantener el sonido tecno, con la batería marcando el tempo de la canción y controlando la intensidad.

## Lista de canciones
| N.º   | Título                                     | Duración |  |
| 1.    | «Jesús»                                    | 4:53     |  |
| 2.    | «Tu Nombre Es Cristo» (con Coalo Zamorano) | 4:21     |  |
| 3.    | «Dios En Todo Tiempo» (con Kelly Spyker)   | 4:53     |  |
| 4.    | «Abre Hoy Los Cielos» (con Evan Craft)     | 5:08     |  |
| 5.    | «Dios Imparable»                           | 7:07     |  |
| 6.    | «Salmo 45 (Eres el Más Hermoso)»           | 5:35     |  |
| 7.    | «Hermoso» (con Coalo Zamorano)             | 5:35     |  |
| 8.    | «Regalo Celestial» (con Coalo Zamorano)    | 4:57     |  |
| 9.    | «Lléname» (con Harold y Elena)             | 5:21     |  |
| 10.   | «Toma Toda Mi Vida» (con Josué del Cid)    | 4:49     |  |
| 11.   | «Jesús Salva» (con Un Corazón)             | 6:29     |  |
| 59:08 |                                            |          |  |

Fuente: iTunes.

## Sencillos
Para promocionar el lanzamiento del álbum, CanZion liberó cuatro sencillos, los cuales se enumeran a continuación:

### «Jesús»
La primera canción del álbum, compuesta por Eduardo Durney y musicalizada por Coalo Zamorano, fue publicada el 17 de julio de 2017 junto a su videoclip oficial en YouTube. Este fue dirigido por Louie Abrego y Mardo García, y contó con imágenes del concierto captadas por un equipo coordinado por Isaac Torres, y conformado por Julián Bojorquez, Otto Garza, Brisa Gutiérrez y Gadiel Gutiérrez. El 25 de julio, se publicó en la misma plataforma el vídeo con artes visuales y letras, creado por Sebastián Giménez.

### «Tu Nombre es Cristo»
La canción compuesta por Ángel López se liberó el 7 de agosto de 2017 junto a su videoclip, realizado por el mismo equipo audiovisual. Su vídeo con artes visuales y letras se subió el 15 de agosto, cuya elaboración también corrió por parte de Sebastián Giménez.

### «Abre Hoy Los Cielos»
La cuarta canción del álbum, compuesta por Emmanuel Espinosa se publicó como sencillo el 4 de septiembre de 2017, y su videoclip el mismo día. Al igual que los sencillos anteriores, el mismo equipo se encargó de la producción del videoclip. El vídeo con lyrics fue lanzado el 12 de septiembre de 2017.

### «Jesús Salva»
La canción principal, compuesta por Steven y Kim Richards, se lanzó como sencillo tres días antes del lanzamiento del álbum, el 17 de octubre de 2017. Su videoclip, hecho por el mismo equipo que los anteriores, se publicó el mismo día. El vídeo con artes visuales, hecho por Sebastián Giménez, se subió el 18 de octubre.

## Lanzamiento
El álbum se lanzó el 20 de octubre de 2017, en formato de disco compacto, DVD, y en plataformas digitales, pudiéndose adquirir bajo preorden en el sitio web oficial de CanZion, que ofrece la versión Deluxe en DVD, la cual incluye las conferencias impartidas en el congreso. También puede obtenerse mediante descarga digital en iTunes, Google Play Music, o se puede escuchar gratuitamente en Spotify, o bien pagar una suscripción al sistema Premium.
Además, se publicó en YouTube el concierto completo y un vídeo solamente de audio con el álbum en su totalidad.

### Herramientas
Junto al disco también se lanzó un disco extra que contenía las pistas oficiales de cada canción, y la productora dio a conocer que se subirían recursos para ayudar a los grupos de alabanza de las iglesias, como tutoriales de cada instrumento, pistas personalizables, etcétera, mediante el canal de YouTube «Director de Alabanza» y la plataforma en línea Secuencias.com.